# 東京スクエアガーデン
東京スクエアガーデン（とうきょうスクエアガーデン）は、東京都中央区京橋三丁目に所在するオフィス、コンベンションルーム、医療施設、商業ゾーン等からなる大型複合施設。
第57回BCS賞、2014年度グッドデザイン賞を受賞。

## 概要
旧片倉工業本社ビルや京橋三丁目ビル（設計村野藤吾）などがあった中央通りと鍛冶橋通りの交差点に面する計画地に、複数の地権者とデベロッパーの共同事業が、都市再生緊急整備地域（日本橋・八重洲・銀座）の都市計画決定を受け計画され、環境特区にも指定されていたことから、その象徴として京橋の丘の形成、公民一体となったエリアエネルギーマネジメント機能を持つ京橋環境ステーションの設置、都市機能を補完する地下鉄駅連絡通路整備や広場の設置も計画され、大型複合施設の整備に着手。約29ヶ月を費やし2013年4月に開業した。
建物は地下4階地上24階建てで、地下1階から地上6階までが商業・サービスゾーンである「東京スクエアガーデン ショップ&レストラン」となり、物販・飲食以外では地下1階にコミュニティ放送局の「中央エフエム」、3階にバイリンガル対応の子育て支援施設「キッズスクウェア東京スクエアガーデン」、4・6階に亀田総合病院が開設した外国人患者の受け入れ可能な「亀田京橋クリニック」、5階には最大500名が収容可能なコンベンションホール「東京コンベンションホール」などが入った。上層部のオフィスには1階のエントランスから直行エスカレーターで3階のオフィス共用ロビーに向い、そこからエレベーターで各階に移動する方式を採り、一辺68mの正方形の平面に、約3,400mのオフィスを計画した。
外観を特徴づける大庇を持つ外装システムは、ビル内への直射日光を妨げ、室温が上がらないようする工夫であり、窓も断熱性能の高い複層ガラスにして空調効率が高められている。

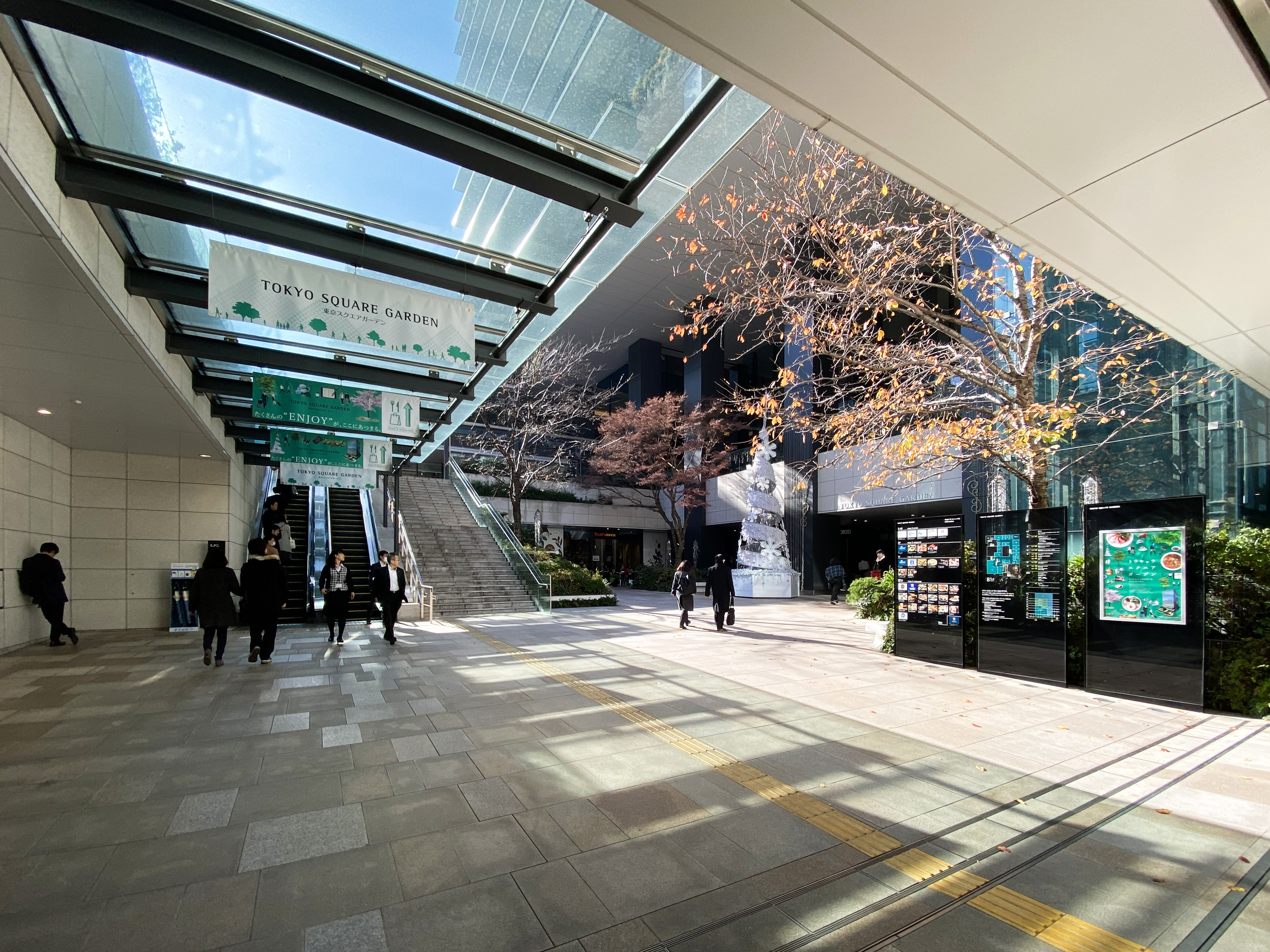
地下1階サンケンプラザ
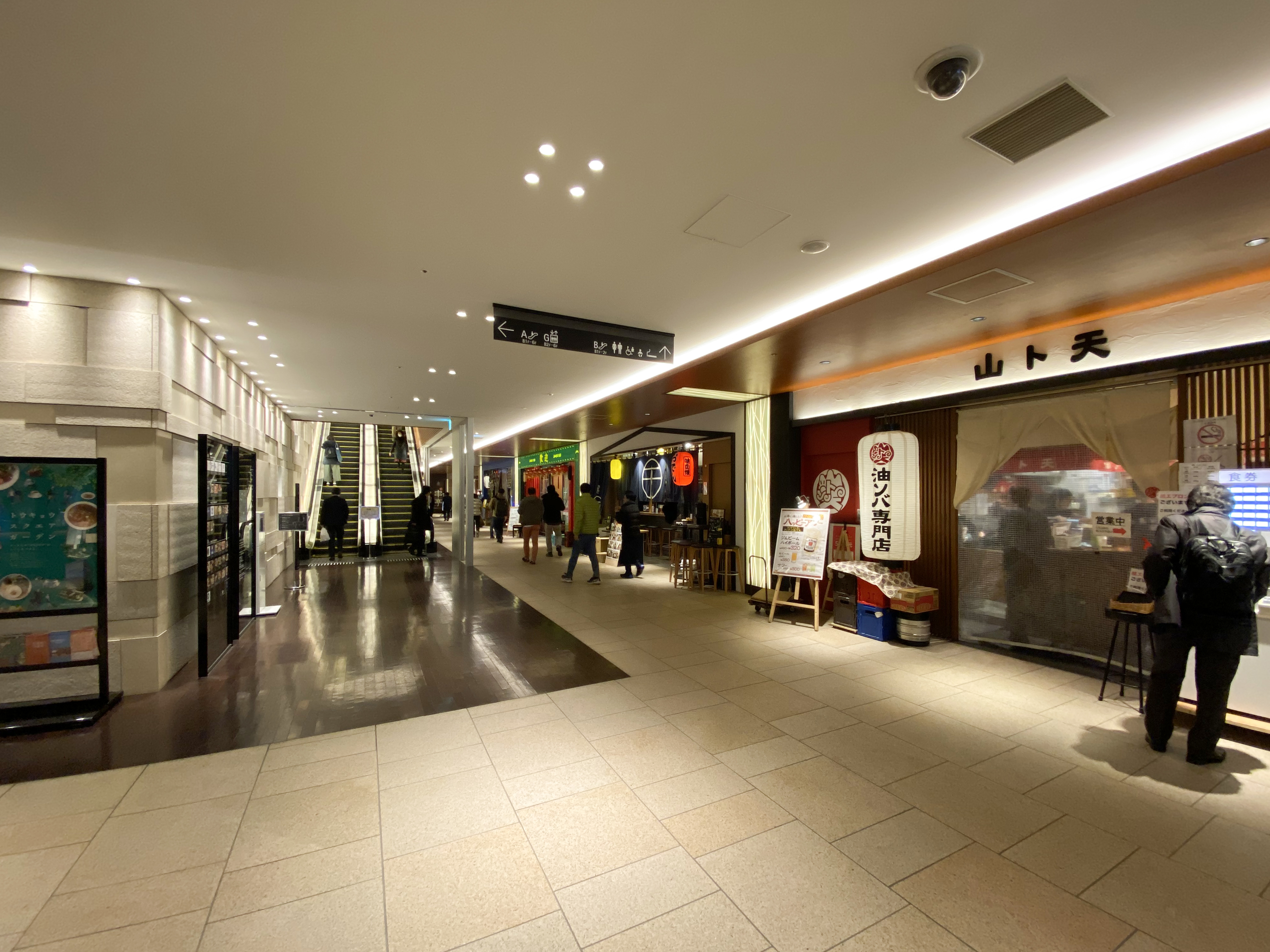
地下1階（2019年撮影）
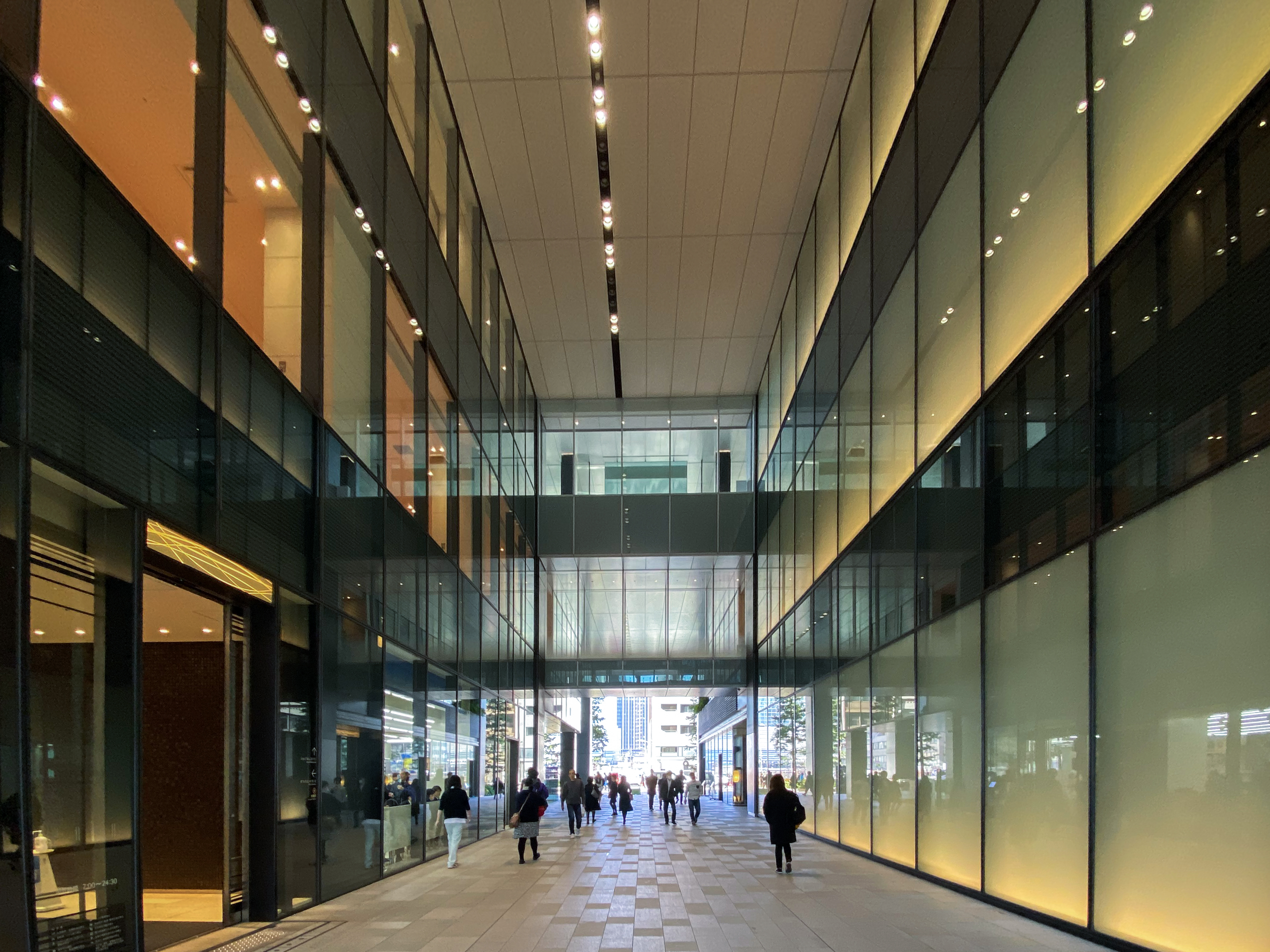
通道
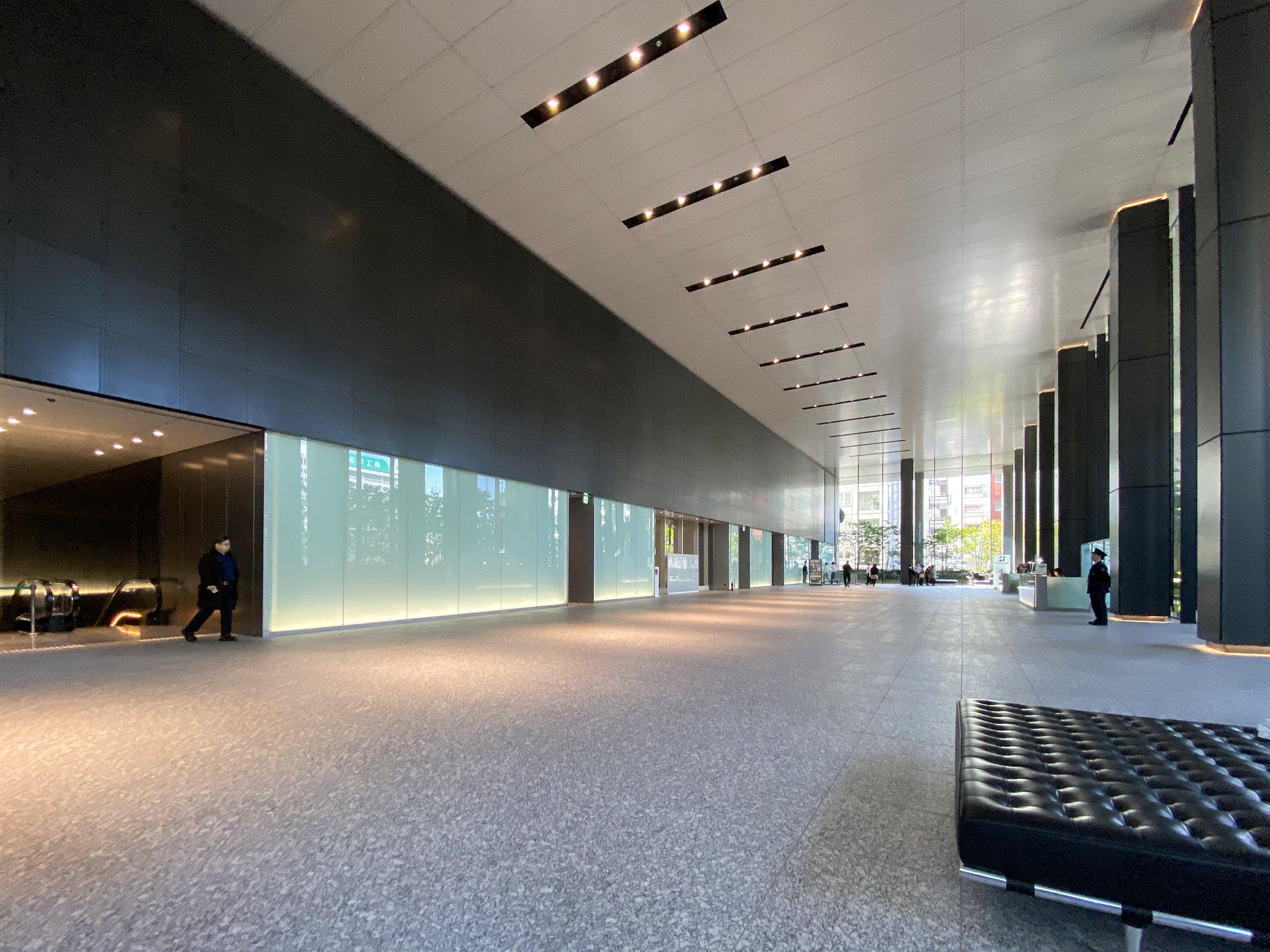
3階オフィスロビー
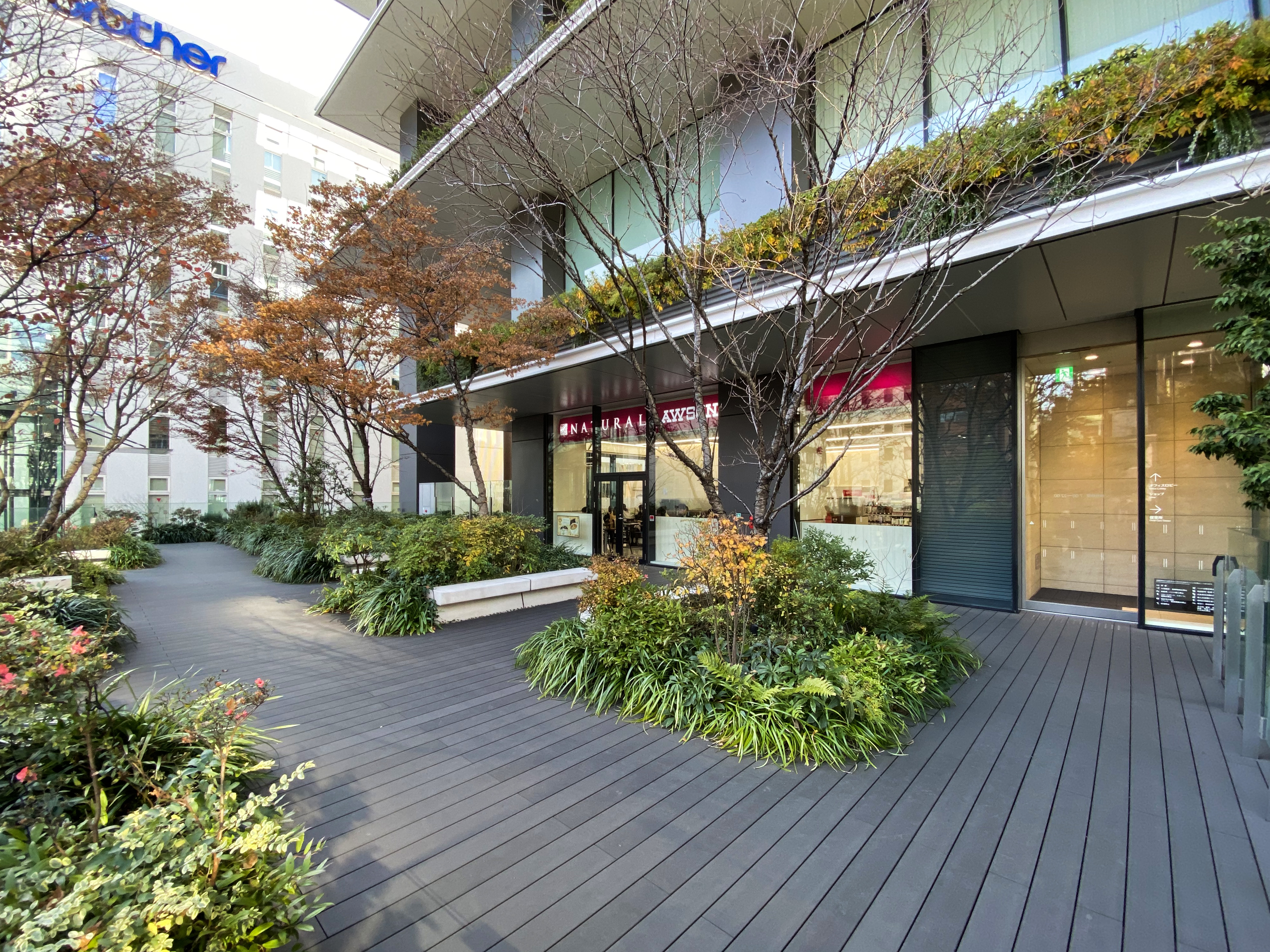
3階緑地空間「京橋の丘」

### 名称の由来
東京駅前立地をストレートの表現した「東京」、四角形の敷地や正方形を積み重ねたような外観の特徴から「スクエア」、そして緑豊かな低層部を表現した「ガーデン」の組み合わせにより命名されている。

### 京橋の丘
地下鉄京橋駅と直結する地下駅前広場から6階までの間、床がランダムに折り重なる形状の緑地空間「京橋の丘」が整備され、落葉樹を主体に約140種が植栽されている。京橋地区の緑のオアシスとして際立つことから、わざわざ写真撮りに足を運ぶ外国人や観光客が目立つという。

## オフィスを構える主な企業
- ブリヂストン本社
- TMEIC本社
- ミツウロコグループホールディングス本社
- レイスグループ東京本社
- Twitter Japan株式会社[8]
- 株式会社大都技研
- HKS東京オフィス[9]

旧ブリヂストン本社ビル（永坂産業京橋1丁目ビル）は解体され、跡地にはミュージアムタワー京橋（地下2階、地上23階）が建てられ、1～6階部分にアーティゾン美術館（旧：ブリヂストン美術館 ）が2020年1月18日に開館している。
また、ふくおかフィナンシャルグループは市場統括部・リスク統括部、グループ会社の東京オフィス、傘下銀行の福岡銀行・十八親和銀行の東京における支店及び事務所を八重洲二丁目南特定街区の再開発に伴い、2023年8月から9月にかけて順次仮移転。9階と13階の2フロア内にすべて集約の上で、仮拠点として構えることとなった。